# 5628 Preussen
5628 Preussen (1991 RP7) là một tiểu hành tinh vành đai chính được phát hiện ngày 13 tháng 9 năm 1991 bởi Freimut Börngen và Schmadel, L. D. ở Tautenburg.